# Совет представителей регионов
Сове́т представи́телей регио́нов (также Сове́т региона́льных представи́телей) Респу́блики Индоне́зии (СПР, СРП; индон. Dewan Perwakilan Daerah Republik Indinesia, DPD-RI) — наряду с Советом народных представителей (СНП), одна из палат Народного консультативного конгресса (НКК), высшего законодательного органа Индонезии. Образован в 2004 году в результате претворения в жизнь принятых тремя годами ранее поправок к Конституции. В нынешнем составе СПР 136 депутатов.

## История
СПР был создан серией поправок к Конституции, принятых НКК 9 ноября 2001 года; в результате этого НКК, состоявший до этого из депутатов СНП и делегатов, представлявших провинции, вооружённые силы и функциональные группы населения, был фактически преобразован в двухпалатный парламент. Первый состав СПР был сформирован в 2004 году.

## Порядок избрания
Статья 22C Конституции устанавливает, что все депутаты СПР избираются, одновременно с депутатами СНП, на парламентских выборах, проходящих раз в 5 лет. Число депутатов СПР не должно составлять более одной трети от числа депутатов СНП. От каждой из 34 провинций Индонезии избираются по 4 депутата. Все депутаты избираются на внепартийной основе, хотя могут являться членами политических партий.

## Полномочия
Полномочия СПР существенно ограничены по сравнению с СНП. Статья 22D Конституции определяет следующий круг вопросов, находящихся в ведении СПР: региональная автономия, отношения между центральной властью и местными властями, образование, изменение границ и объединение регионов, управление природными и прочими экономическими ресурсами, а также принятие законов, устанавливающих финансовый баланс между центром и регионами . СПР может предлагать на рассмотрение СНП законопроекты, затрагивающие вопросы, находящиеся в его ведении. В случае рассмотрения в СНП аналогичного законопроекта, он должен быть предоставлен на рассмотрение СПР.

## Интересные факты
В индонезийских СМИ популярна расшифровка аббревиатуры СПР (индон. DPD) как Совет регионального руководства (индон. Dewan Pimpinan Daerah).
В преддверии парламентских выборов 2004 года Международным фондом избирательных систем был проведён опрос, показавший, что многие избиратели не знали о процедуре выборов депутатов СПР; при этом часть избирателей вообще не знала о существовании этого органа.